# 이원걸
이원걸(李源杰, 1949년 2월 11일 ~ , 부산)은 대한민국의 공무원이다.

## 학력
- 1968년 : 동아고등학교 졸업
- 1976년 : 성균관대학교 행정학 학사

## 경력
- 제17회 행정고시 합격
- 통상산업부 섬유공업과장
- 1998년 : 산업자원부 공보관
- 1999년 : 산업자원부 자원정책심의관
- 2001년 : 경수로사업지원기획단 건설기술부장
- 2003년 : 새천년민주당 수석전문위원
- 2004년 : 열린우리당 수석전문위원
- 2004년 : 산업자원부 자원정책실장
- 2005년 : 산업자원부 제2차관
- 2007년 : 한국전력공사 사장
- 국가에너지위원회 위원
- 2008년 : 필코리안리뉴어블에너지 대표이사 회장